# Густав Бішофф
Густав Бішофф (нім. Gustav Bischoff; 11 травня 1916, Браке — 2 травня 1945, Каттегат) — німецький офіцер-підводник, оберлейтенант-цур-зее крігсмаріне.

## Біографія
1 жовтня 1939 року вступив на флот. З грудня 1940 по січень 1942 року — вахтовий офіцер в 4-й флотилії форпостенботів. З 15 березня по 26 вересня 1942 року пройшов курс підводника. З 27 вересня 1942 року — допоміжний вахтовий офіцер на підводному човні U-710. 17 листопада 1942 року направлений на будівництво U-953. З 17 грудня 1942 року — 1-й вахтовий офіцер на U-953, на якому взяв участь у трьох походах. З 1 квітня по 14 травня 1944 року пройшов курс командира човна, з 15 травня по 2 липня — тактичну підготовку при 27-й флотилії. З 4 липня 1944 року — командир 11-ї роти підводного озброєння 21-ї флотилії в Піллау. 15 листопада 1944 року направлений на будівництво U-2359. 28 грудня 1944 року виконував обов'язки командира U-481. З 16 січня 1945 року — командир U-2359. 2 травня 1945 року човен був потоплений в Каттегаті ракетами трьох бомбардувальників «Москіто» — британського, норвезького і канадського. Всі 12 членів екіпажу загинули.

## Звання
- Рекрут (1 жовтня 1939)
- Матрос-єфрейтор (1 серпня 1940)
- Штурмансмат (1 грудня 1940)
- Штурмансмат резерву (1 жовтня 1941)
- Штурман резерву (1 грудня 1941)
- Оберштурман резерву (1 березня 1942)
- Лейтенант-цур-зее резерву (1 липня 1942)
- Оберлейтенант-цур-зее резерву (1 березня 1944)

## Нагороди
- Нагрудний знак мінних тральщиків (27 листопада 1940)
- Залізний хрест 2-го класу (1941)
- Нагрудний знак підводника (18 листопада 1943)